# Pipromorphe roussâtre
Mionectes oleagineus
Espèce
Statut de conservation UICN

 LC  : Préoccupation mineure
Le Pipromorphe roussâtre (Mionectes oleagineus) est une espèce de passereaux de la famille des Tyrannidae (Tyrannidés en français).

## Description
Le Pipromorphe roussâtre est de couleur olive terne sur la tête et le dessus du corps et a le dessous cannelle avec des stries olivâtres.

## Répartition
Le Pipromorphe roussâtre se rencontre du sud du Mexique à l'ensemble du territoire de l'Amérique centrale et une partie de l'Amérique du sud, à l'exception de l'Argentine, du Chili, du Paraguay et de l'Uruguay.  

## Habitat
Cette espèce fréquente les forêts humides en bord de rivière jusqu'à 1 200 m d'altitude.

## Alimentation
Le Pipromorphe roussâtre se nourrit essentiellement de fruits mais également d'insectes.

## Sous-espèces
Selon la classification de référence (version 14.2, 2025) du Congrès ornithologique international il se répartit en sept sous-espèces (ordre phylogénique) :
- Mionectes oleagineus assimilis P.L. Sclater, 1859 — du sud du Mexique à l'ouest du Panama ;
- Mionectes oleagineus parcus Bangs, 1900 — est du Panama, nord de la Colombie et nord-ouest du Venezuela ;
- Mionectes oleagineus abdominalis (Phelps & Phelps Jr, 1955) — cordillère de la Costa (Venezuela) ;
- Mionectes oleagineus pallidiventris Hellmayr, 1906 — nord-est du Venezuela et Trinité-et-Tobago ;
- Mionectes oleagineus dorsalis (Phelps & Phelps Jr, 1952) — sud-est du Venezuela ;
- Mionectes oleagineus pacificus (Todd, 1921) — ouest de l'Équateur ;
- Mionectes oleagineus oleagineus (Lichtenstein, 1823) — Colombie, Venezuela, Amazonie et forêt atlantique.